# Guadalupeön
Guadalupeön (spanska Isla Guadalupe) är en mexikansk ö i östra Stilla havet.

## Geografi
Guadalupeön ligger cirka 260 kilometer väster om halvön Baja California och är från kusten Mexikos mest avlägsna plats.
Ön är av vulkaniskt ursprung och har en areal på ca 264 kvadratkilometer, med en längd på ca 33 kilometer och en bredd på ca 12 kilometer. Utanför främst dess södra kust ligger en rad småöar: Islote Adentro, Islote Afuera, Islote Bernal och Islote Negro samt klippöarna Roca Elefante, Roca Hundida och Roca Steamboat.
Den högsta punkten är Monte Augusta på öns norra del, med en höjd av ca 1 300 m ö.h.
Ön hade en registrerad befolkning på 213 invånare vid folkräkningen 2010. Den mest framträdande bosättningen är fiskeläget Campo Oeste. Det finns även en bemannad meteorologisk station, Campamento Sur, vid Melpómene Cove på öns södra del. Öarna tillhör Ensenadas kommun i delstaten Baja California.
Öarna är tillsammans med Revillagigedoöarna och Rocas Alijosöarna de enda mexikanska områden som inte ligger på kontinentalsockeln.
Ögruppen är sedan 2005 ett biosfärområde, Archipiélago de Guadalupe.

## Historia
Det är inte nedtecknat när Guadalupeön upptäcktes men den var känd bland ryska valfångare i början på 1800-talet.
Sedan 1890-talet har ön besökts av en rad forskare, bland annat den amerikanske ornitologen Laurence Huey 1923.
Ön utsågs till naturreservat den 16 augusti 1928 och utsågs dessutom till sälreservat 1975 innan hela ön blev ett biosfärområde 2005.